# 세줄무늬뱀
세줄무늬뱀(학명: Elaphe davidi)은 뱀과 뱀속에 속하는 뱀의 일종으로 구렁이·누룩뱀과 마찬가지로 뱀속에 속한다. 중국과 북한에서만 발견되며 남한에서는 관찰 사례가 없다.